# DN28A
De DN28A (Drum Național 28A of Nationale weg 28A) is een weg in Roemenië. Hij loopt van Târgu Frumos via Pașcani naar Moțca. De weg is 38 kilometer lang.